# Robert Arthur Winkler
Robert Arthur Winkler (ur. 1898; zm. 22 czerwca 1972) – nadzorca działalności Świadków Jehowy w Holandii i Niemczech podczas II wojny światowej, więzień hitlerowskich obozów koncentracyjnych.

## Działalność w Niemczech
Mając 16 lat przebywał na froncie I wojny światowej we Francji. Postawa kapelana, który zachęcał do zabicia jak największej liczby wrogów, a heroiczną śmierć by uważać za wielki honor, doprowadziła go do utraty wiary. Na froncie został poważnie ranny i zwolniony z wojska. Po powrocie z wojny został ateistą.
W roku 1924 zapoznał się z działalnością „Badaczy Pisma Świętego” (Bibelforscher) [w 1931 roku przyjęli nową, oficjalną nazwę – „Świadkowie Jehowy”]. Został wysłany do Bonn, aby tam prowadzić działalność kaznodziejską. W tym mieście poślubił Käthe. Winkler pomógł założyć zbory w Wachtberg i Bad Godesberg. W 1932 i 1933 roku złożył wizyty w niemieckojęzycznych zborach na Opolczyźnie, ziemi lubuskiej, Dolnym Śląsku i Górnym Śląsku.
W 1935 roku był odpowiedzialny za organizowanie działalności Świadków Jehowy w Niemczech. W czerwcu 1935 roku, w czasie prowadzenia działalności ewangelizacyjnej został aresztowany przez gestapo. Najpierw trafił do obozu koncentracyjnego Esterwegen. Następnie przebywał w aresztach w Rheinbach i Siegburg. Po zwolnieniu był pod ciągłą obserwacją i codziennie miał się zgłaszać do gestapo. Żądano, aby oddawał pozdrowienie „Heil Hitler” oraz proponowano mu współpracę. Ostrzegano, że w przeciwnym razie może już nigdy nie spotkać się z żoną. Za każdym razem kategorycznie odmawiał.

## Działalność w Holandii
W roku 1936 Winklerowi i jego żonie udało się uciec do Holandii. Tam zostali pionierami. Z Niemiec przenieśli notatki i plany dotyczące hitlerowskich obozów koncentracyjnych.
Pomimo że nie znał języka niderlandzkiego, w 1938 roku otrzymał polecenie odwiedzenia wszystkich zborów w Holandii. W 1939 roku został wolontariuszem w holenderskim Biurze Oddziału, a w 1940 roku jego nadzorcą. Stamtąd organizował działalność Świadków Jehowy w całych Niemczech. Dopilnował, aby raporty i mapy obozów koncentracyjnych przemycane z hitlerowskich obozów przez świadków Jehowy, zostały przewiezione do Szwajcarii. W tamtejszym Biurze Oddziału Szwajcar Franz Zürcher z Berna zebrał je, spisał i opublikował w wydanej w roku 1938 w języku niemieckim, francuskim i polskim broszurze Krucjata przeciwko chrześcijaństwu „opisująca cierpienia niemieckich Świadków Jehowy, którzy nie chcieli poprzeć nazizmu”.
10 maja 1940 roku armia nakazała aresztowanie wszystkich obywateli niemieckich w Holandii. Żołnierze weszli do Biura Oddziału w Heemstede i aresztowali wszystkich Niemców. Wśród nich znalazł się też Winkler.
Po kilku dniach odzyskał wolność. Dwa tygodnie po zajęciu Holandii przez wojska niemieckie, 29 maja 1940 roku Komisarz Rzeszy Arthur Seyss-Inquart w tajnym rozporządzeniu wprowadził całkowity zakaz działalności Świadków Jehowy. Został on opublikowany w prasie 10 marca 1941 roku.
6 lipca 1940 roku gestapo zajęło biuro w Heemstede oraz drukarnię Towarzystwa Strażnica w Haarlem. W następnym roku przez kraj przetoczyła się fala aresztowań. W poszukiwaniach i aresztowaniach świadków Jehowy współpracowała z gestapo policja holenderska. 310 głosicieli deportowano. W trakcie II wojny światowej uwięziono ogółem 426 świadków Jehowy z Holandii, spośród których około 310 zesłano do niemieckich obozów koncentracyjnych, (117 poniosło w nich śmierć).

### Aresztowanie i pobyt w obozie koncentracyjnym
21 października 1941 roku Winkler został aresztowany przez gestapo. Proponowało mu, by z nimi współpracował. Ponieważ nie chciał wydać innych świadków Jehowy, przez ponad tydzień był torturowany. Zmasakrowanego wrzucono go do ciemnej celi. 10 lutego 1941 roku ktoś wrzucił do jego celi kieszonkową Biblię. W obozie koncentracyjnym Hertogenbosch koło Vught udało mu się zdobyć kolejną Biblię. Z Vught został przeniesiony do więzienia w Kolonii. W roku 1944 został umieszczony w obozie koncentracyjnym Sachsenhausen. Po przyjeździe do obozu niezauważalnie wsunął Biblię do drewnianego buta, dzięki czemu mógł z niej korzystać podczas pobytu. Często chorował; gdy uwolnił się od jednej choroby, padał ofiarą innej i dlatego znalazł się w szpitalu obozowym. Lekarzami byli więźniowie, którzy mieli pod opieką około 3000 chorych. Lekarze mieli zgłaszać strażnikom więźniów, którzy z powodu choroby nie byli zdolni do pracy przez sześć miesięcy. Tacy pacjenci byli przenoszeni do innych baraków, a później ładowani do autobusów, które okazały się komorami gazowymi na kołach, gdzie spaliny zabijały ofiary w drodze do krematorium. Uratował go lekarz ze Szwecji, któremu na wyspie Wight życie uratowali świadkowie Jehowy – Erich Frost, Konrad Franke i R. Braüning.
19 kwietnia 1945 roku, wraz z tysiącami innych więźniów, 230 świadków Jehowy z sześciu krajów zostało ewakuowanych z Sachsenhausen. Więźniów najpierw zgrupowano według narodowości. Wszystkim świadkom Jehowy kazano w tym celu stawić się w warsztacie krawieckim. Świadkowie Jehowy z narażeniem życia przenieśli w to miejsce współwyznawców, którzy leżeli na oddziale szpitalnym i przed ewakuacją mieli zostać zabici. Grupa świadków Jehowy wymaszerowała ostatnia. Esesmani kazali im ciągnąć ze sobą wóz, który – jak się później okazało – był załadowany przedmiotami skradzionymi więźniom. Żołnierze byli pewni, że świadkowie Jehowy niczego sobie nie przywłaszczą. Chorzy (w tym Winkler) i starsi mogli wsiąść na niego podczas marszu i trochę wypocząć. Kto odzyskał siły, zsiadał i dołączał do pochodu, a jego miejsce zajmował inny. Trwało to przez dwa tygodnie tego marszu śmierci.

### Po wyzwoleniu
Po zakończeniu II wojny światowej Winkler nadal nadzorował działalność Świadków Jehowy w Holandii. Był też mówcą na pierwszym powojennym kongresie, który się odbył 5 sierpnia 1945 roku w Amsterdamie (4 tys. obecnych). W roku 1946 z powodów zdrowotnych zrezygnował z funkcji nadzorcy Biura Oddziału w Holandii. Zmarł 22 czerwca 1972 roku, a jego żona w kwietniu 1982 roku.

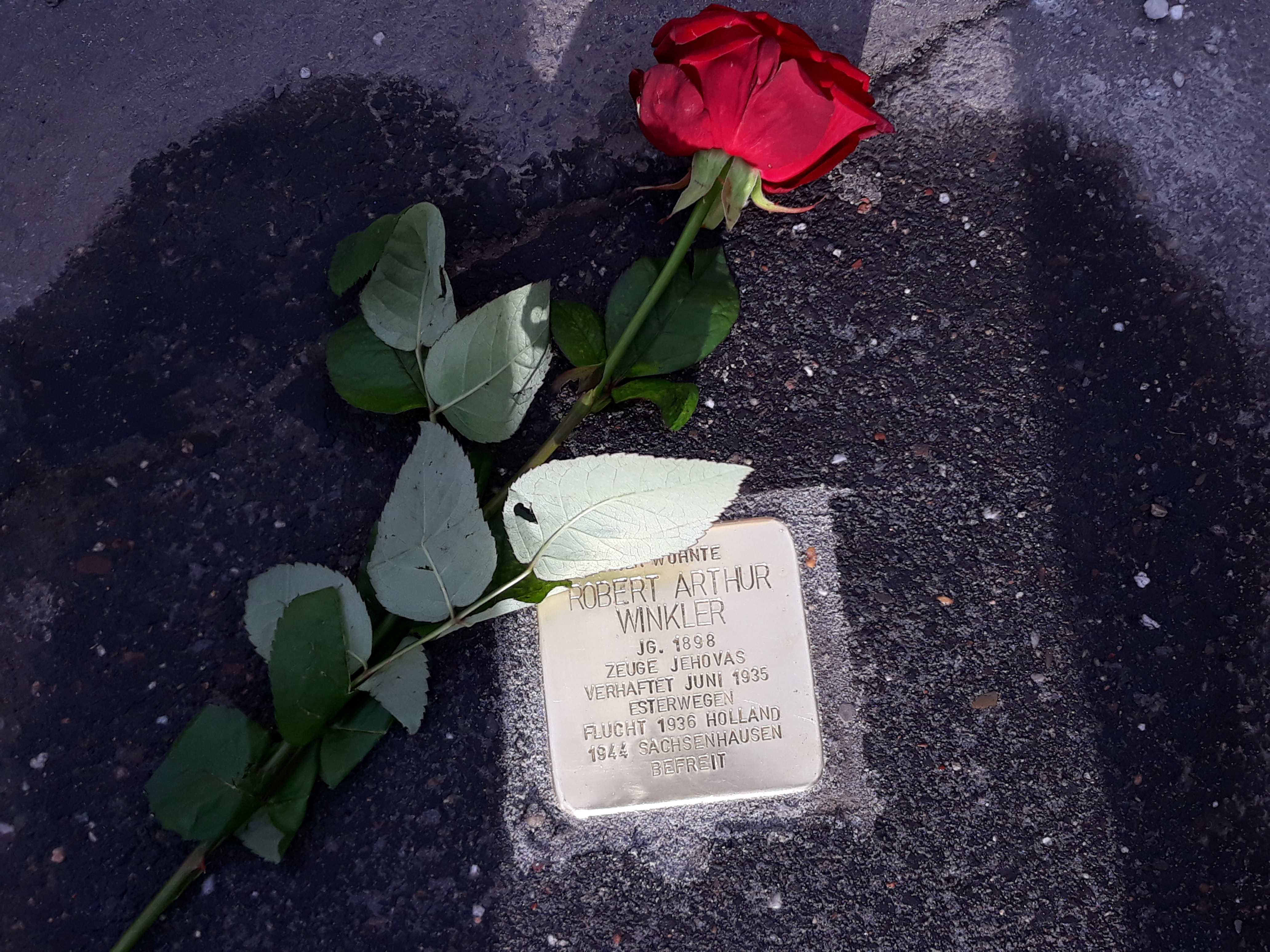
Stolperstein Roberta Arthura Winklera w Bonn

## Upamiętnienie
4 lutego 2019 roku przy Endenischer Straße 5 w Bonn został odsłonięty jego stolperstein.